# 浜脇温泉
浜脇温泉（はまわきおんせん）は、大分県別府市浜脇にある別府市営の共同温泉である。

## 概要
別府市営温泉「浜脇温泉」は、別府八湯の一つ浜脇温泉街の中央に位置し、1991年（平成3年）に南部地区再開発事業で建てられた集合住宅のショッピングモールの一画にある。1階は普通浴の共同温泉で、2階には健康管理を目的とした多目的温泉保養館「湯都ピア浜脇」がある。
浜脇には古くから湯治に利用されてきた東温泉（東の湯、弦月泉）と西温泉（西の湯・清華泉）があった。1928年（昭和3年）に2つの温泉を統合し、浜脇温泉・浜脇高等温泉が建てられた。建物は、同じ年に建てられた別府市公会堂などと同様の鉄筋コンクリートの洋風建築であったが、1988年（昭和63年）に老朽化により取り壊された。現在の浜脇温泉は旧浜脇温泉跡地とその周辺を再開発した一画にある。ショッピングモールの中央広場は旧浜脇温泉のあった場所で、タイル貼りの広場には建物の間取りが再現され、広場の入り口には旧浜脇温泉の建物入り口のアーチが復元されている。

### 営業時間
- 【浜脇温泉】: 6:30 - 25:00　
休業日：年末大掃除日（不定）
- 【湯都ピア浜脇】: 10:00 - 22:00
休業日：毎週火曜日

## 泉質
- 単純温泉

## 所在地
- 大分県別府市浜脇1丁目8-20

## 交通アクセス
- 別府駅より徒歩20分